# Abax
Abax es un género de escarabajos de la familia Carabidae. Hay aproximadamente una 100 especies originarias de las regiones holárticas.
Son en su mayoría de color negro brillante, con estrías paralelas sobre los élitros. Son carnívoros.

## Especies

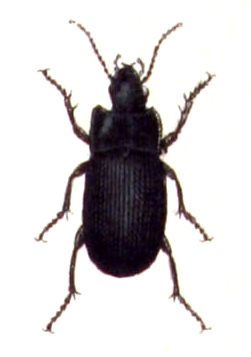
Abax carinatus.

| Abax alabamae Abax arerae Abax alabamensis Abax alternans Abax approximatus Abax arerae Abax alpigradus Abax beckenhauptii Abax baenningeri Abax blatchleyi Abax brevoorti Abax carinatus Abax constrictus Abax continuus Abax convivus Abax ecchelii Abax engelmanni Abax exaratus Abax faber Abax fiorii Abax floridensis Abax furtivus Abax gravesi Abax gravidus Abax hermandensis Abax heros Abax hypherpiformis Abax incisus Abax iowensis Abax iuvenis Abax laevipennis | Abax levifaber Abax macrovulum Abax morio Abax nonnitens Abax oblongus Abax obsoletus Abax ovalis Abax ovulum Abax parafaber Abax parallelepipedus (=Abax ater) Abax parallelus Abax parasodalis Abax pilleri Abax pyrenaeus Abax sallei Abax schueppeli Abax seximpressus Abax sigillatus Abax sinus Abax sodalis Abax springeri Abax spoliatus Abax teriolensis Abax texensis Abax torvus Abax unicolor Abax vinctus Abax whitcombi |